# Frielendorf
Frielendorf – miejscowość i gmina w Niemczech, w kraju związkowym Hesja, w rejencji Kassel, w powiecie Schwalm-Eder. 30 czerwca 2015 liczyła 7327 mieszkańców, jej powierzchnia wynosi 85,37 km² a gęstość zaludnienia 87,3 os./1 km².

## Współpraca
Miejscowości partnerskie:
- Kleinschmalkalden – dzielnica Floh-Seligenthal, Turyngia
- Poperinge, Belgia